# Фомінська (Коноський район)
Фомінська (рос. Фоминская) — присілок в Коноському районі Архангельської області Російської Федерації.
Населення становить 22 особи. Входить до складу муніципального утворення Вохтомське сільське поселення.

## Історія
Від 2004 року входить до складу муніципального утворення Вохтомське сільське поселення.

## Населення
| 2002 | 2010 | 2012 |
| ---- | ---- | ---- |
| 45   | ↘25  | ↘22  |